# Comtat d'Albon
El comtat d'Albon fou una jurisdicció feudal de França, a la regió de Viena (Viennois) i Grenoble.
El primer comte d'Albon que apareix es deia Guigó (IV), després de l'any 1000 que suposadament va rebre en feu del bisbe de Viena el sud del seu comtat. El comtat sembla derivar de les senyories d'Annonay i Vion, al Viennois que ja posseïen els ancestres del primer comte però aquests ancestres són llegendaris i el cert és que el primer Guigó realment testimoniat per la història és el Guigó III. El que sap del cert és que el 1009, Guigó va rebre del rei Rodolf la meitat de la castellania de Moras al Viennois i més tard possessions a Moirans, a Champsaur (1027), Oisans (1035), Gresivaudan (cap 1050), Briançonais (1053) i la vall d'Oulx (1070). Guigó V fou el primer que va portar el títol de comte per les seves terres de Moirans i més tard per les de Oisans, i des del 1035 es titula comte d'Albon.
Guigó el Vell es va casar amb Agnès de Barcelona i al contracte matrimonial s'esmenten les possessions del comte: al sud de Vienne els castells d'Albon, Chevrières, Clérieux, Moras, Serves, i Vals, a l'entorn de Grenoble els de Cornillon, Uriol i Varces, i el castell de Briançon, per lo qual portava el títol de comte d'Albon i de Grenoble igual que el seu pare. Guigó VIII el gros va succeir al seu pare i el 1098 Guigó VIII va prendre el títol de Delfí del Viennois (a més de comte d'Albon i Grenoble), cosa que no se sap ben bé perquè, ja que uns diuen que ve d'un nom familiar (Delfinus), altres del nom de la terra en alemany (Dovienné = de Vienne), i altres del dofins del mar que esmentaria la seva dona Matilde, filla del normand Roger de Sicília; aquest títol el portaran els seus successors; també va aconseguir el 1116 ser reconegut com a únic sobirà al Gresivaudan on havia usurpat moltes terres de l'església, i des d'aquest any porta el títol de comte del Gresivaudan.
El títol de comte d'Albon i de Grenoble va caure en desús i des del seu fill Guigó IX ja només s'utilitza el de Delfí del Viennois i el país s'esmenta com a Delfinat Viennois, tot i que la dinastia continua anomenant-se d'Albon
- Vegeu Delfinat Viennois

## Lista de comtes d'Albon
- Rostany I, senyor del sud del Viennois, c. 830-844
- Rostany II, Senyor d'Annonay ? (fill)
- Guigó I, senyor d'Annonay ?-940 (fill)
- Guigó II, senyor de Vion c. 940-960 (fill)
- Guigó III, senyor de Vion c. 960-996 (fill)
- Guigó IV, comte? 996-1009 (fill)
- Guigó V comte 1009-1029 (fill)
- Guigo VI el Vell o Vetus (Guigó I d'Albon a vegades Guigó II, ja que el su pare ja es titulava comte), comte d'Albon, Grenoble i Gresivaudan 1029-1063 (fill) primer delfí d'Albon (casat en segones noces amb Agnès, filla de Ramon Berenguer I, comte de Barcelona; en primeres estava casat amb Adelaida de Royans)
- Guigó VII el Gras o Pinguis (Guigó II d'Albon a vegades Guigó III) comte d'Albon, Grenoble i Gresivaudan 1063- després de 1075 (fill de la primera dona) el seu germanastre (fill de la segona dona) Guigó Ramon es va casar amb Ida Ramona hereva de Lió i Forez i fou Guigó I de Forez.
- Guigó VIII el Jove (Guigó III d'Albon a vegades Guigó IV) comte d'Albon i Grenoble, després de 1075-1133 (fill) casat amb Matilde.
- Posteriorment porten el títol de delfins de Vienne o Viena o delfins del Viennois o Vienès i el títol de comtat d'Albon deixa d'utilitzar-se.